# Posible (álbum)
Posible es el décimo álbum de estudio del músico español Enrique Bunbury. Fue publicado el 29 de mayo de 2020 por Warner Music Spain. Originalmente se iba a publicar el 17 de abril de 2020, pero fue atrasado debido a la pandemia de COVID-19.

## Lista de canciones
| N.º   | Título                                                        | Escritor(es)                 | Duración |  |
| 1.    | «Cualquiera en su sano juicio (se habría vuelto loco por ti)» | Enrique Bunbury Eduardo Cruz | 5:00     |  |
| 2.    | «Hombre de acción»                                            | Bunbury Cruz                 | 4:17     |  |
| 3.    | «Deseos de usar y tirar»                                      | Bunbury                      | 4:08     |  |
| 4.    | «Mis posibilidades (Interstellar)»                            | Bunbury                      | 4:18     |  |
| 5.    | «Las palabras»                                                | Bunbury                      | 4:28     |  |
| 6.    | «Arte de vanguardia»                                          | Bunbury Jordi Rebenaque      | 4:54     |  |
| 7.    | «Mariachi sin cabeza»                                         | Bunbury                      | 3:46     |  |
| 8.    | «Como un millón de dólares»                                   | Bunbury Cruz                 | 3:52     |  |
| 9.    | «Indeciso o no»                                               | Bunbury Álvaro Suite         | 3:40     |  |
| 10.   | «Los términos de mi rendición»                                | Bunbury Cruz                 | 3:45     |  |
| 42:12 |                                                               |                              |          |  |

| Edición preventa |                          |                                                      |          |  |
| N.º              | Título                   | Escritor(es)                                         | Duración |  |
| 11.              | «Mis propios errores»    | Bunbury Juan Covarrubias [ 6 ]                       | 4:19     |  |
| 12.              | «Donde habita el olvido» | Antonio García de Diego Joaquín Sabina Pancho Varona | 4:22     |  |
| 46:31            |                          |                                                      |          |  |